# 김영호 (펜싱 선수)
김영호(金永浩, 1971년 4월 9일 ~ )는 대한민국의 은퇴한 펜싱 선수로 현역 시절 종목은 플뢰레이다. 현재 로러스엔터프라이즈 상무이사 및 로러스펜싱클럽 총감독이다. 대학펜싱연맹 부회장 및 대한펜싱협회 이사이기도 하다.
그는 2000년 하계 올림픽 남자 플뢰레 개인전에서 세르히 홀루비츠키, 드미트리 솁첸코, 랄프 비스도르프를 차례로 꺾으며 우승하여 금메달을 획득하였다. 그는 대한민국 남자 펜싱 최초 금메달리스트이자 아시아 선수로는 남자 최초 올림픽 펜싱 금메달리스트이기도 하다.
그는 1997년 FIE 펜싱 세계 선수권 대회의 남자 플뢰레 개인전에서 대한민국 펜싱 선수로는 최초로 세계선수권 결승전에 진출하였다. 2분을 남겨 놓은 상황에서 김영호는 우크라이나의 세르히 홀루비츠키를 상대로 3-11로 리드를 당하고 있었다. 홀루비츠키가 4번 더 투셰를 기록하여 15점을 먼저 기록하면 경기가 그대로 끝나기 때문에, 대부분의 펜싱인들은 경기가 사실상 끝났다고 판단하였다. 그러나, 김영호 선수는 8번 연속으로 투셰를 성공시켜 홀루비츠키를 따라잡았다.
두 선수는(나중에 홀루비츠키는 자서전 '황금의 라운드' (Golden Bouts) 에, "그리고 악몽이 시작되었다....김영호가 엄청난 속도로 따라잡았다"라고 기록하였다.) 접전을 벌이며 3라운드를 라 벨르(14-14 동점)로 마쳤고, 연장전에서 홀루비츠키는 김영호의 공격을 피해 콩트르 아타크를 성공시키며 이 토너먼트를 우승하였다.

## 수상
- 1994년 체육포장 수상
- 1997년 백상체육대상 개인부문 수상
- 2001년 백상체육대상 개인부문 수상
- 2001년 대한민국체육상 경기분야 수상
- 2006년 체육훈장 청룡장